# Wiyâshâkimî
Wiyâshâkimî (fr. Lac Wiyâshâkimî, kri: Wiyâshâkimî; inuktitut: Allait Qasigialingat, dawniej fr. Lac à l’Eau Claire, ang. Clearwater Lakes) – jezioro we wschodniej Kanadzie, w północno-zachodniej części prowincji Quebec. Jezioro zajmuje powierzchnię 1383 km² i jest tym samym największym po jeziorze Mistassini naturalnym zbiornikiem wodnym w Quebecu. Położone jest na wysokości 241 m n.p.m. w odległości około 130 km na wschód od wybrzeża Zatoki Hudsona, na obszarze Tarczy Kanadyjskiej. Jezioro odwadnia rzeka Rivière à l'Eau Claire, która płynie w kierunku zachodnim i przepływając przez jezioro Tasiujaq uchodzi do Zatoki Hudsona. Lac à l’Eau Claire razem z jeziorem Tasiujaq znajdą się na obszarze planowanego prowincjonalnego parku narodowego Tursujuq.
Jezioro nosiło dawniej oficjalną nazwę Lac à l’Eau Claire („Jezioro Czystej Wody”) odnoszącą się do przejrzystości jego wód. Nazwą ta została zastąpiona 26 lutego 2016 obecną (Wiyâshâkimî), tradycyjnie używaną przez Indian Kri i oznaczającą "powierzchnię czystej wody". Dotychczasowa nazwa została zachowana w nazwie archipelagu wysp położonych wewątrz jeziora – Archipel à l'Eau Claire.

## Kratery uderzeniowe
Jezioro ma kształt dwóch nieomal kolistych akwenów, połączonych licznymi cieśninami. Jego kształt wynika z tego, że jezioro wypełnia zagłębienia dwóch kraterów uderzeniowych. Powstały one na skutek upadku dwóch ciał niebieskich; postulowano, że utworzył je upadek podwójnej planetoidy w permie, jednak przeczą temu nowsze oceny wieku kraterów. Większy, zachodni krater o średnicy 36 km faktycznie powstał w permie, 290 ± 20 mln lat temu. Jednakże wschodni krater o średnicy 26 km utworzył upadek planetoidy o składzie chondrytowym, który jest obecnie datowany na 460-470 milionów lat (ordowik), a zatem ich sąsiedztwo byłoby jedynie dziełem przypadku. Pierścień wysp widoczny w zachodniej części jeziora również powstał na skutek uderzenia.